# Amphibulus pustulae
Amphibulus pustulae är en stekelart som beskrevs av Luhman 1991. Amphibulus pustulae ingår i släktet Amphibulus och familjen brokparasitsteklar. Inga underarter finns listade i Catalogue of Life.